# Жанадауїр (Келеський район)
Жанадауї́р (каз. Жаңадәуір) — село у складі Келеського району Туркестанської області Казахстану. Входить до складу Актобинського сільського округу.
У радянські часи село називалося Ворошилово.
Населення — 2017 осіб (2021; 1958 у 2009, 1706 у 1999, 1710 у 1989).